# Ghiacciaio Northwestern
Il ghiacciaio Northwestern (Northwestern Glacier in inglese) è uno dei molti ghiacciai della penisola di Kenai (Alaska centro-meridionale).

## Storia
Il nome del ghiacciaio risale al 1909 ed è stato dato in onore della Northwestern University (una università privata, con sede a Evanston e Chicago nello Stato dell'Illinois (USA, fondata nel 1851).

## Descrizione fisica
Il ghiacciaio nasce dal campo di ghiaccio Harding (Harding Icefield), ad una quota di circa 1.400 m s.l.m., dei monti Kenai (Kenai Mountains) della penisola di Kenai (Kenai Peninsula). Il ghiacciaio inoltre si trova nel parco nazionale dei Fiordi di Kenai (Kenai Fjords National Park), una delle maggiori attrazioni turistiche e naturali della penisola.
La lunghezza del ghiacciaio è di circa 8 – 9 km, alla base è largo circa 550 metri e la sommità ha una altezza di 292 metri.
La fronte del ghiacciaio (59°50′39″N 150°04′30″W�) si trova alla fine del fiordo "Northwestern" (Northwestern Fjord) sulla baia di "Harris" (Harris Bay) a ovest della "Penisola di Harris" a poco più di 48 chilometri da Seward.
Questo ghiacciaio è in continuo ritiro dal secolo XIX. Alla metà del secolo scorso (XX) la recessione del ghiacciaio rivelò una serie di isole che nel fiordo erano state precedentemente coperte di ghiaccio.

## Monti e ghiacciai vicini
A ovest del ghiacciaio si trova la montagna più alta del parco: McCarty Peak, 1996 m s.l.m..
Ghiacciai vicini sono:
- a est: il ghiacciaio Holgate (Holgate Glacier) (59°53′26″N 149°58′03″W) a 4 km;
- a ovest il ghiacciaio McCarty (McCarty Glacier) (59°48′23″N 150°15′11″W) a 7 km

## Accessibilità
Il ghiacciaio è accessibile solamente dal mare (attraverso la Resurrection Bay) dal porto di Seward. Nel periodo estivo sono organizzate diverse escursioni turistiche verso questo e altri ghiacciai del parco.

## Alcune immagini del ghiacciaio

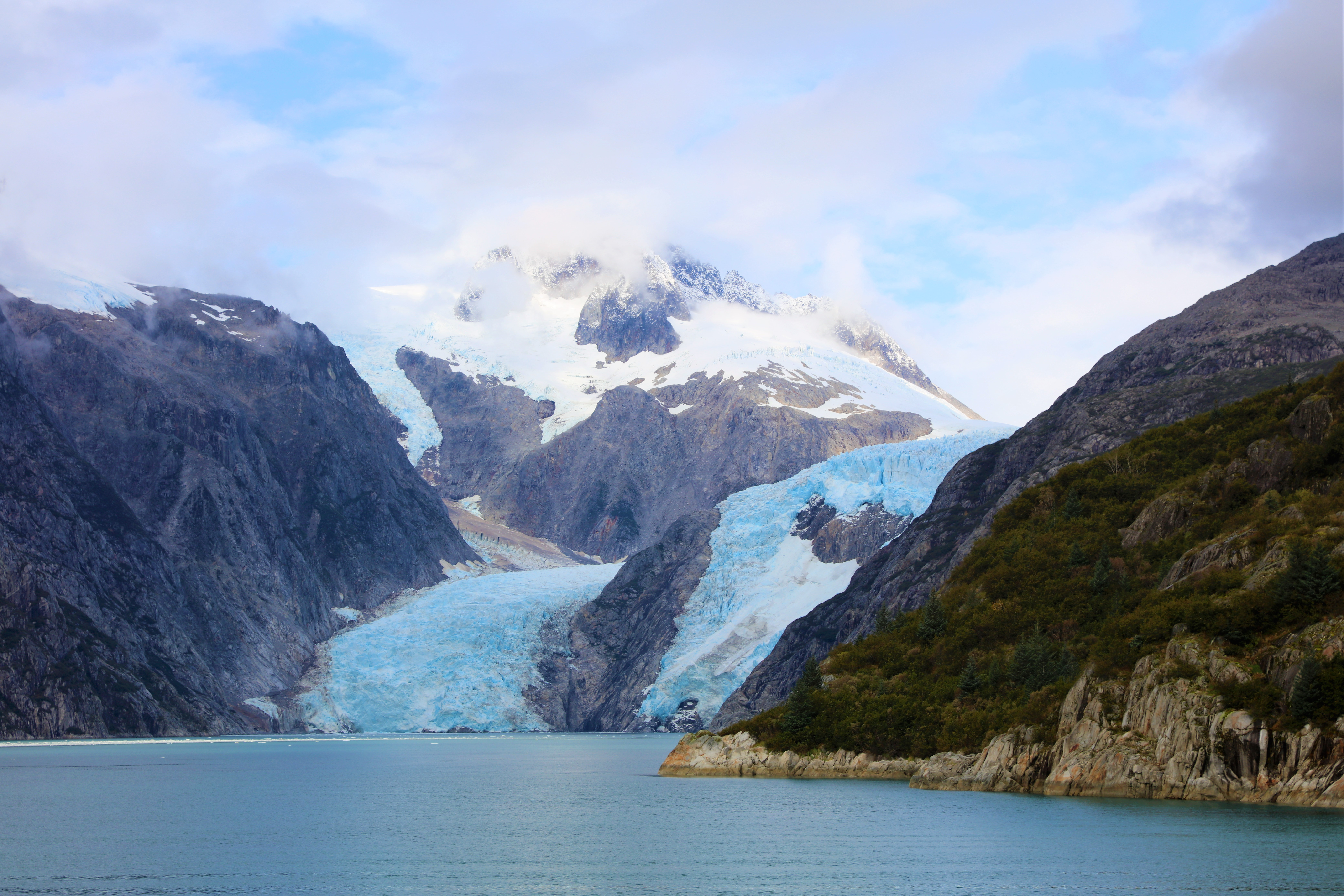
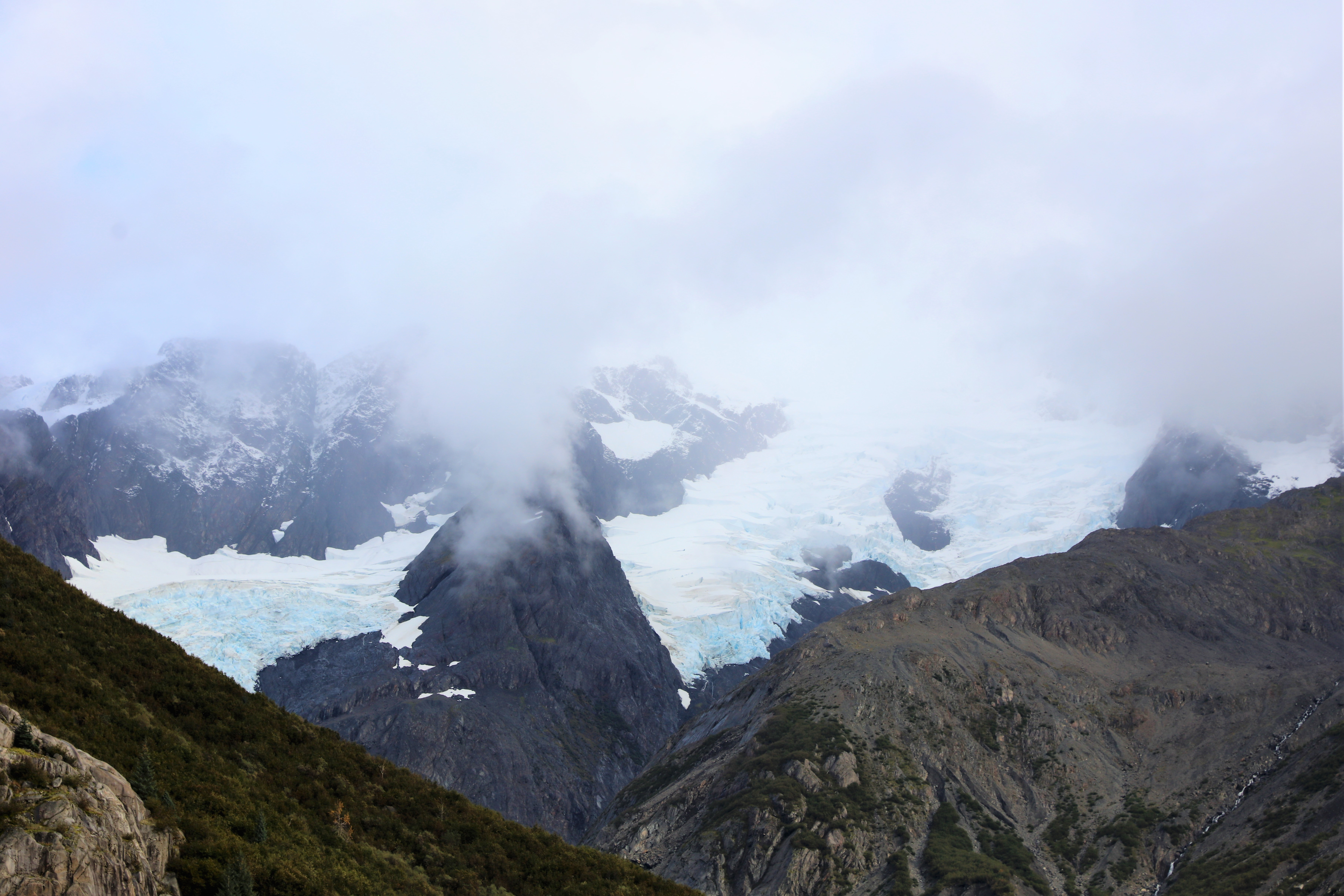
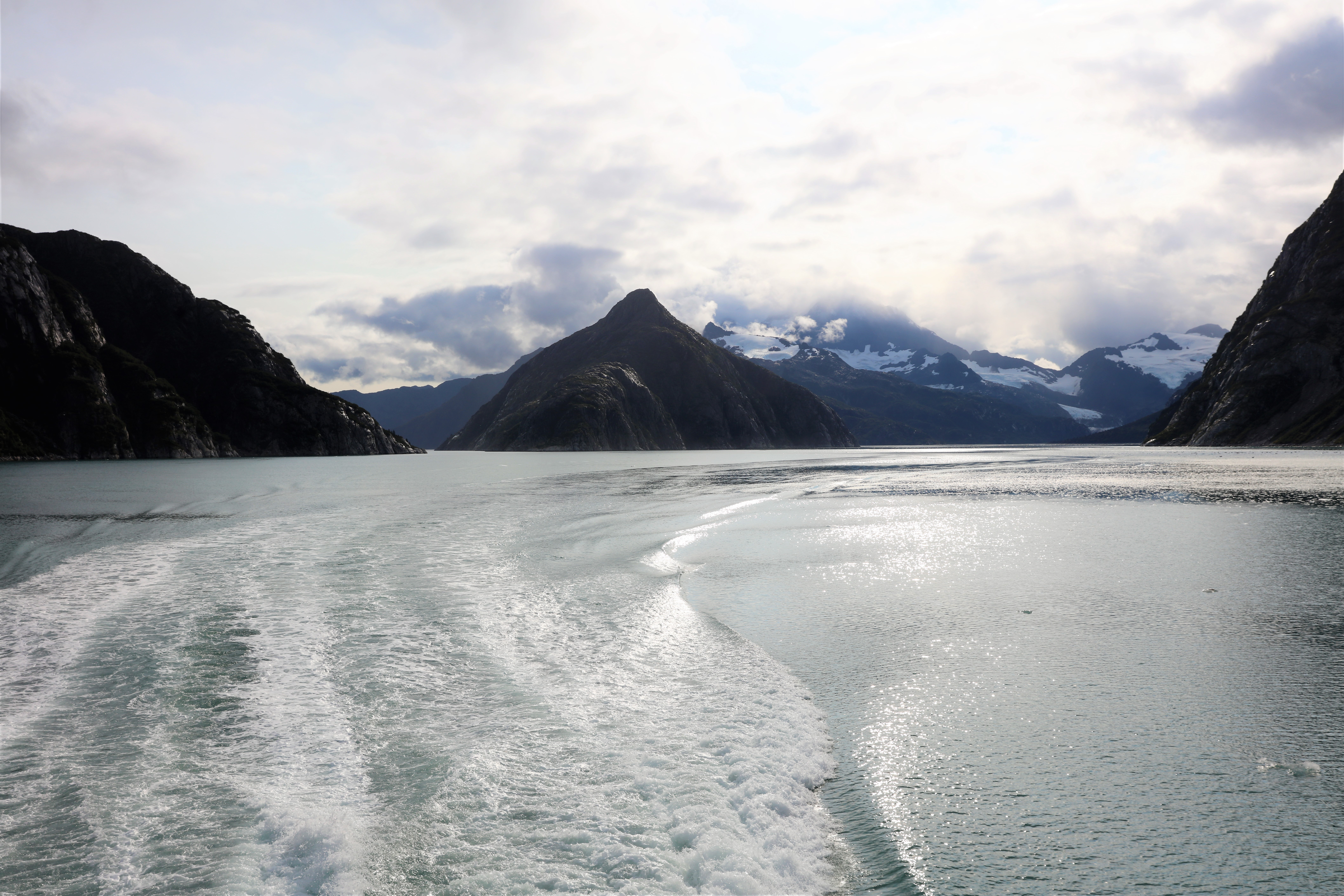
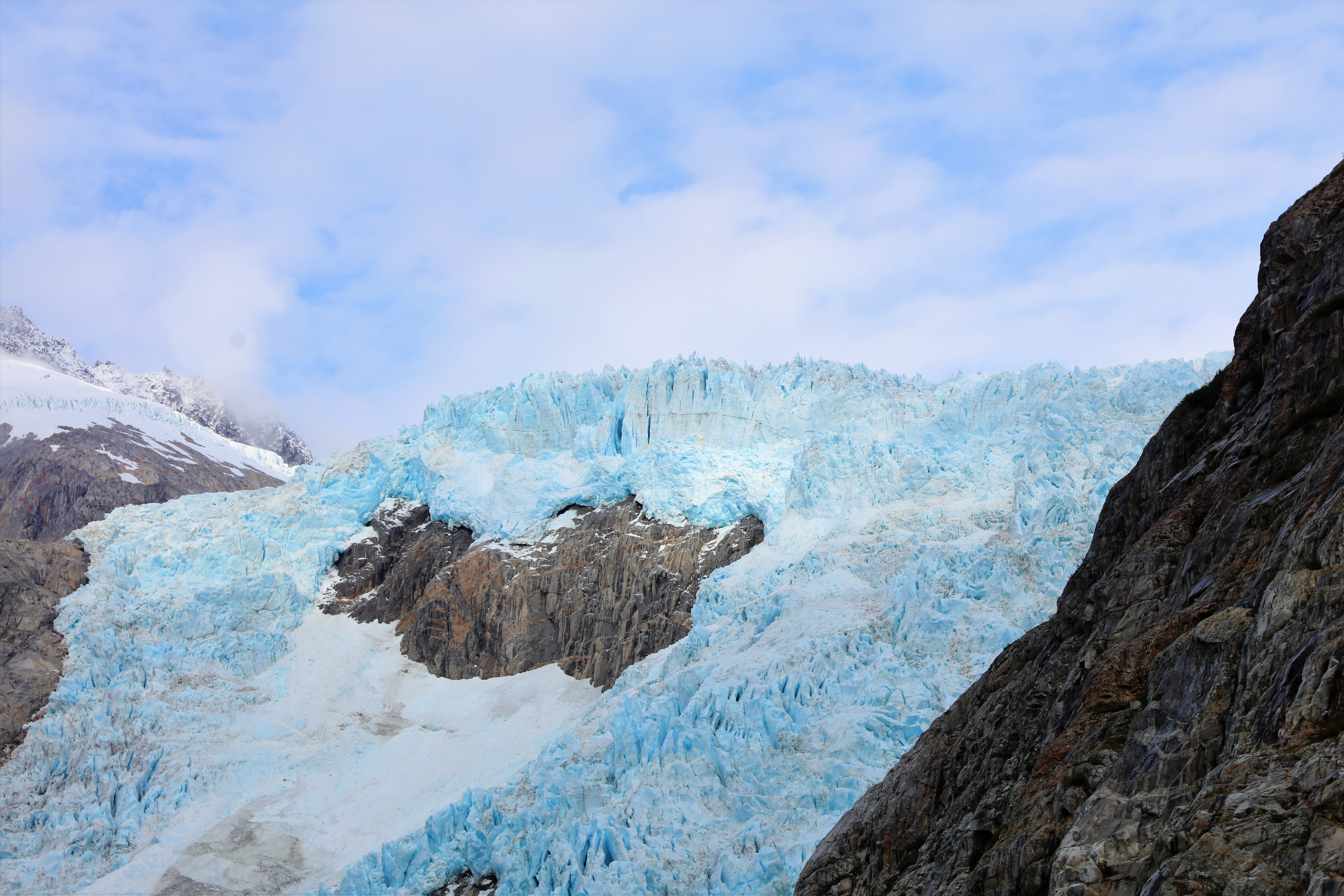
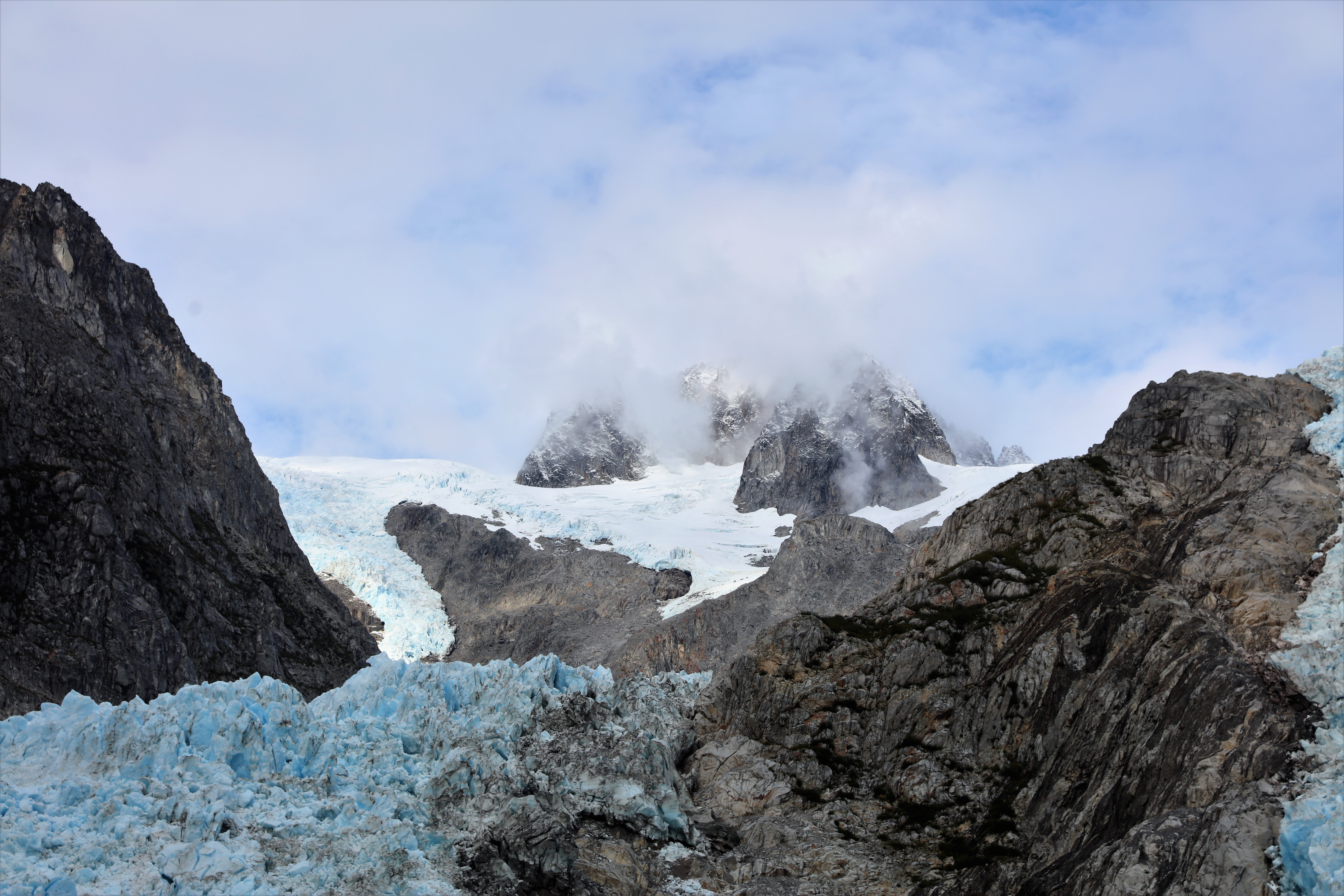
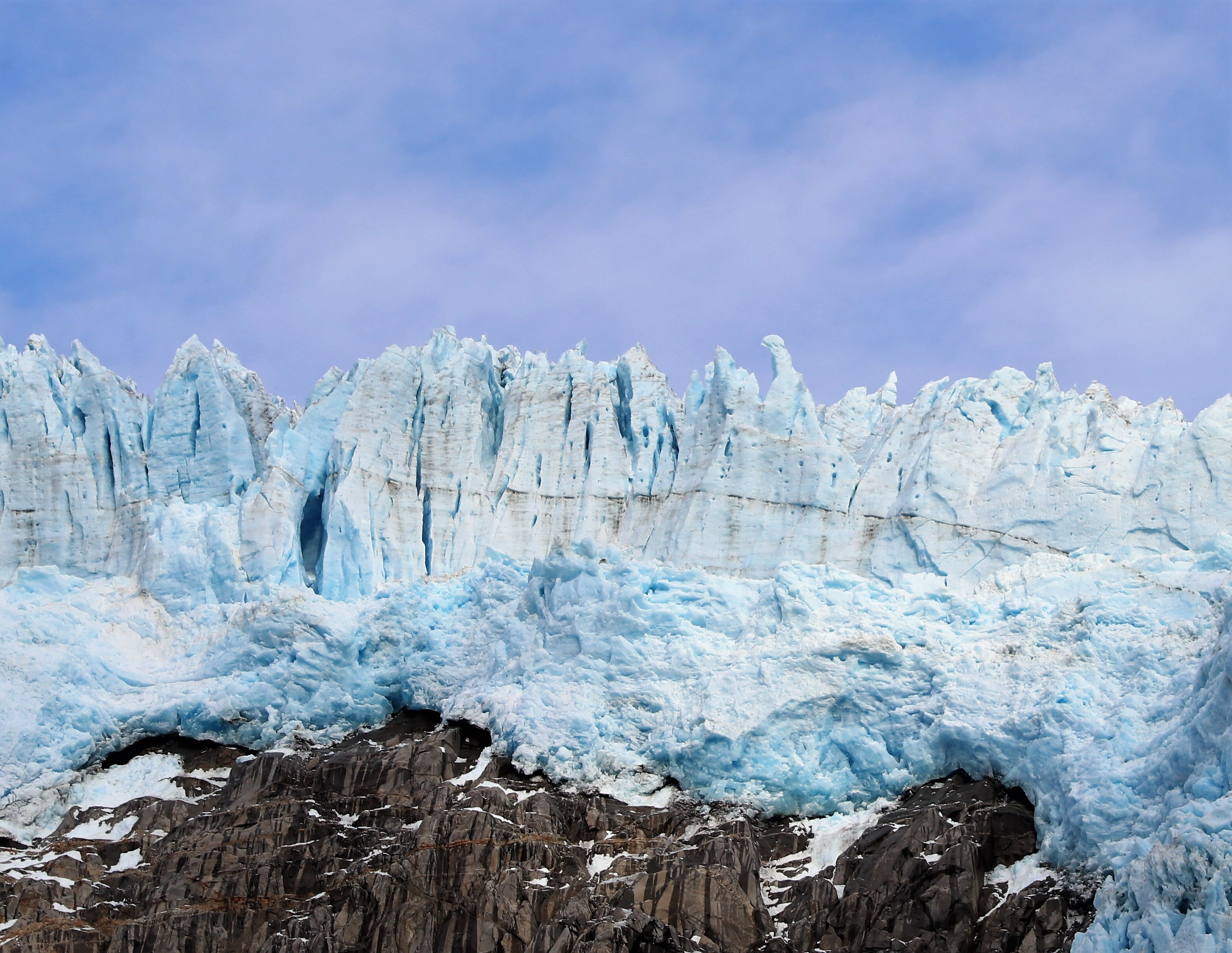
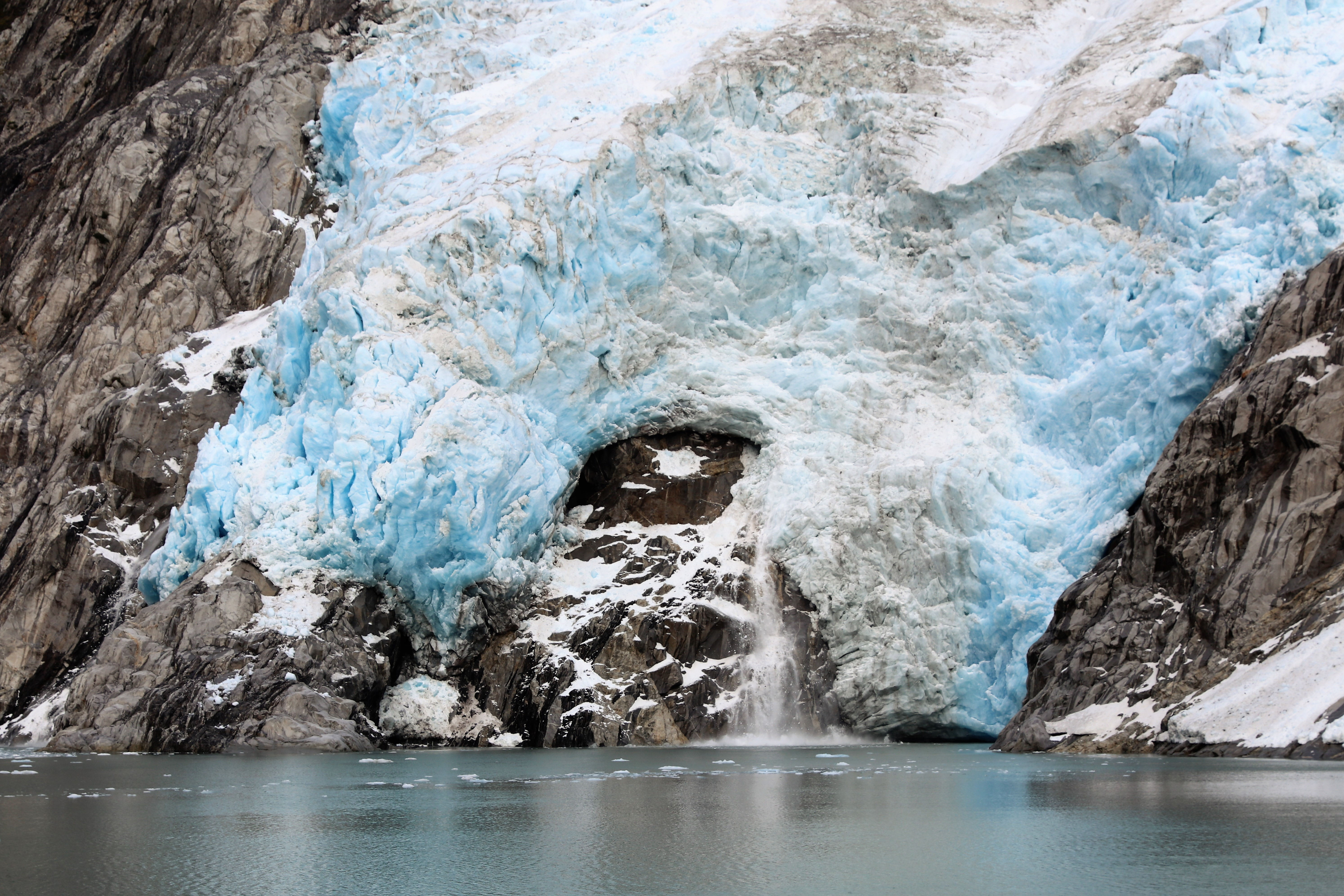
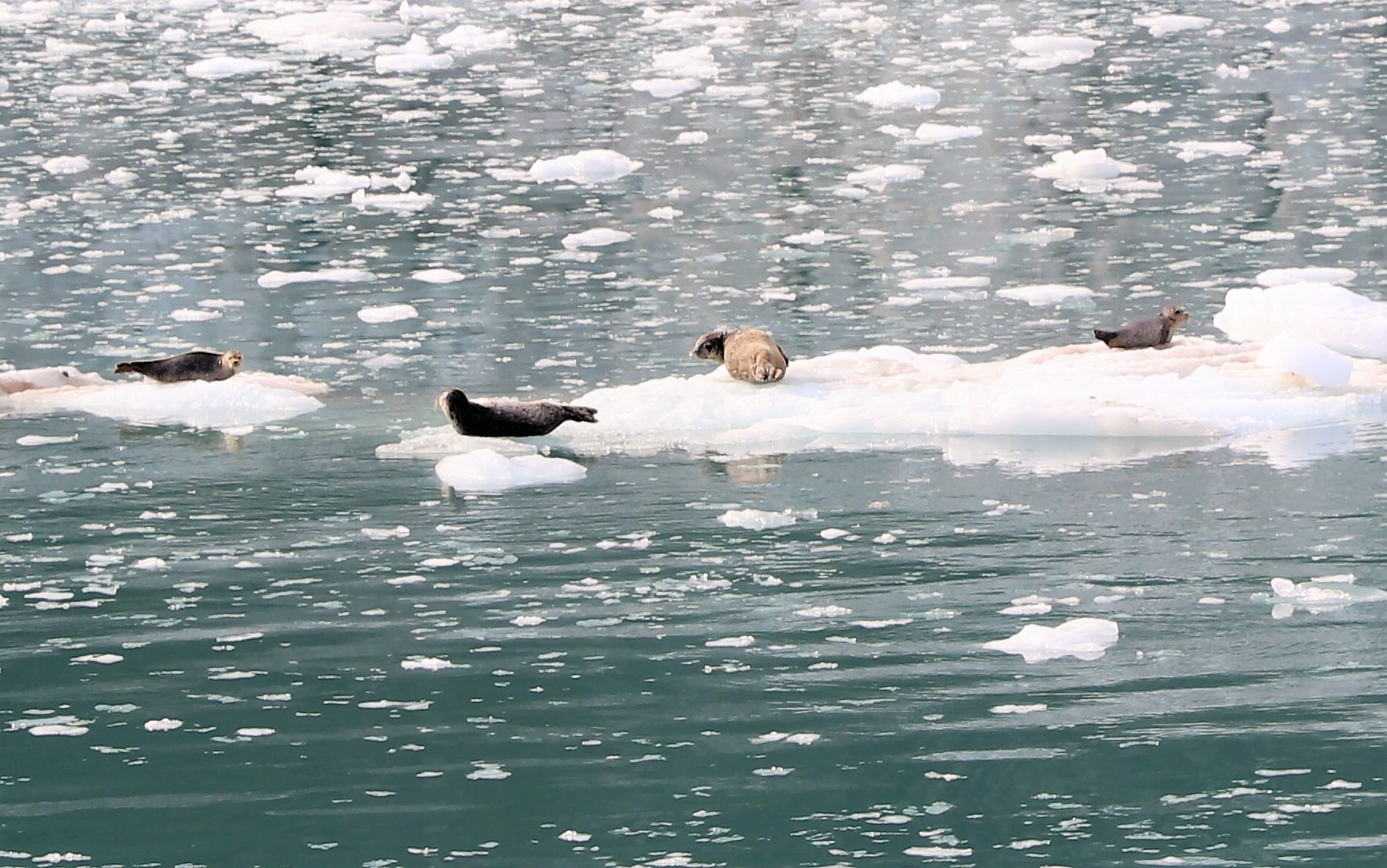